# Tam Đô
Huyện tự trị dân tộc Thủy Tam Đô (tiếng Trung: 三都水族自治县; Hán-Việt: Tam Đô Thủy tộc Tự trị huyện; bính âm: Sāndū Shuǐzú ZìzhìXiàn; tiếng Thủy: Sanc Duc Suic Zi Zi Xeen) là một huyện tự trị thuộc Châu tự trị dân tộc Bố Y và dân tộc Miêu Kiềm Nam, tỉnh Quý Châu, Cộng hòa Nhân dân Trung Hoa. Huyện này có diện tích 2384 ki-lô-mét vuông, dân số năm 2002 là 310.000 người. Mã số bưu chính của huyện Tam Đô là 558100. Chính quyền huyện đóng ở trấn Tam Hợp. Đây là huyện tự trị dân tộc Thủy duy nhất của Trung Quốc. Về mặt hành chính, huyện này được chia thành 7 trấn (Tam Hợp, Đại Hà, Phổ An, Đô Giang, Trung Hòa, Châu Đàm và Cửu Thiên), 14 hương. 